# RAND (корпорация)
RAND (англ. research and development — исследования и разработки) — американская некоммерческая исследовательская организация. Предоставляет услуги государственным учреждениям США, Европы, Среднего Востока и Азии.

## История
Центр был основан в 1948 году в Санта-Монике Генри Харли Арнольдом, Дональдом Уиллсом Дугласом и Кёртисом Лемеем как партнёрство между американскими ВВС и компанией Douglas Aircraft для конструирования самолётов, ракетной техники и спутников. С начала 1950-х RAND работает по заказам американских правительственных организаций, проводя исследования по военно-техническим и стратегическим аспектам актуальных проблем национальной безопасности. С начала 1960-х специалисты RAND занимаются вычислительной техникой и программированием. Помимо этого, ранние проекты этой организации включали в себя задачи системного анализа, решения которых применялись в космической программе США, в разработках по теме информатики и искусственного интеллекта. Исследователи корпорации RAND внесли существенный вклад в создание теоретической концепции и фактического облика современного Интернета, они также занимались долгосрочным планированием его развития и управления.
В декабре 2023 Министерство юстиции Российской Федерации объявило корпорацию RAND нежелательной на территории России.

## Структура
Руководство
- Джейсон Гаверик Матени[англ.], президент и Chief Executive Officer
- Дженнифер Гулд, вице-президент, Руководитель штаба[англ.]
- Эндрю Р. Хён, старший вице-президент по исследованиям и анализу
- Эрик Пельц, старший вице-президент по финансам и операциям
- Лестер Л. Арнольд, вице-президент по персоналу
- Роберт М. Кейс, вице-президент, главный юрисконсульт и корпоративный секретарь
- Рекха Чируволу, исполнительный директор по вопросам разнообразия, равенства и инклюзивности и Chief diversity officer[англ.]
- Мишель Колон, вице-президент по обслуживанию рабочих мест и недвижимости
- Майк Янузик, вице-президент и финансовый директор
- Кристин Ланой-Ньюман, главный директор по развитию
- Джереми Рэвич, управляющий директор по внешним связям
- Мелисса Роу, вице-президент по глобальным исследованиям
- Нэнси Штаудт[англ.], декан Школы RAND имени Фредерика Парди[англ.]; вице-президент по инновациям
- Майкл Вайценфельд, вице-президент и директор по информационным технологиям

Управление исследовательским отделом
- Анита Чандра, вице-президент и директор RAND Social and Economic Well-Being
- Джеймс Чоу, вице-президент и директор RAND Project AIR FORCE
- Питер Хасси, вице-президент отдела здравоохранения
- Джим Митер, вице-президент и директор RAND Global and Emerging Risks
- В. Дарлин Опфер, вице-президент и директор отдела образования и труда
- Барри Павел, вице-президент и директор National Security Research Division
- К. Джек Райли, вице-президент и директор Homeland Security Research Division
- Салли Слипер, вице-президент и директор RAND Arroyo Centre (RAND Army Research Division)

Региональные отделения
- Эндрю Доуз, директор RAND Австралия
- Ханс Пунг, директор RAND Европа

### Попечительский совет
По состоянию на июль 2023 года:
- Майкл Лейтер (председатель)
- Тереза Уинн Роузборо[англ.] (вице-председатель)
- Карл Бильдт
- Ричард Данциг[англ.]
- Фрэнсис Фукуяма
- Педро Хосе Грир[англ.]
- Чак Хэйгел
- Карен Эллиотт Хаус
- Джоэль Хайятт[англ.]
- Лионель Джонсон
- Рэйнард Кингтон[англ.]
- Питер Лоуи
- Майкл Линтон[англ.]
- Джейсон Гаверик Матени[англ.]
- Джанет Энн Наполитано
- Соледад О’Брайен
- Мэри Э. Питерс
- Дэвид Л. Порджес
- Леонард Д. Шеффер

## Деятельность
Направление деятельности — содействие научной, образовательной и благотворительной деятельности в интересах общественного благополучия и национальной безопасности США, разработка и выявление новых методов анализа стратегических проблем и новых стратегических концепций. В её стенах в разное время работало 32 нобелевских лауреата, преимущественно в областях физики и экономики.
Значительная часть исследований корпорации RAND засекречена, так как посвящена вопросам безопасности страны. Однако все незасекреченные материалы, документы и научные результаты выкладываются в публичный доступ.
С 1970 года в составе корпорации действует Высшая школа RAND имени Фредерика С. Парди, присуждающая учёную степень доктора философии в области анализа государственной политики.

## Издания
С 1984 года RAND издаёт научный журнал «The RAND Journal of Economics». Также выходит ежемесячный информационно-аналитический журнал «RAND Review».

## Финансирование
Корпорация финансируется федеральными агентствами США, правительствами штатов США, местными правительствами США, правительствами, агентствами и министерствами других стран, международными организациями, колледжами, университетами, фондами, профессиональными объединениями, некоммерческими организациями и индустрией. Совокупный ежегодный доход этой корпорации на 2022 год составил 346 миллионов долларов.